# Memorial del genocidio de Bisesero
El Memorial del genocidio de Bisesero es una construcción situada cerca de Karongi-Kibuye, en la Ruanda Occidental, que conmemora el genocidio de Ruanda de 1994, donde murieron 40.000 personas. Hay un pequeño centro inacabado. En concreto, el memorial está en un pequeño monte cerca del pueblo de Bisesero que está a unos 60 km por carretera de Kibuye, Ruanda.

## Historia
El Genocidio de Ruanda empezó el abril de 1994, cuando 40.000 personas murieron cerca de Bisesero. Las víctimas ofrecieron una cierta resistencia y aunque esperaban que las tropas francesas los defendieran, estas tropas se retiraron. Murieron 40.000 ruandesos.
Este centro conmemorativo es uno de seis centros importantes de Ruanda para conmemorar el Genocidio de Ruanda. Los otros son lo Centro memorial de Kigali, el Memorial del genocidio de Murambi y el Memorial del genocidio de Ntarama y hay dos más a Nyamata y Nyarubuye.